# Cadurcia depressa
Cadurcia depressa là một loài ruồi trong họ Tachinidae.